# Splende
| Recensione | Giudizio |
| ---------- | -------- |
| Rockol     | 7/10     |

Splende è il quarto album in studio della cantautrice italiana Annalisa, pubblicato il 12 febbraio 2015 dalla Warner Bros. Records.

## Descrizione
Uscito in concomitanza della partecipazione dell'artista al Festival di Sanremo 2015, nel corso del quale ha presentato il brano Una finestra tra le stelle, Splende è stato prodotto principalmente da Kekko Silvestre (Modà), ma ha visto anche la presenza di Enrico Palmosi. Silvestre ha ricoperto anche il ruolo di autore in due brani, Sento solo il presente singolo pubblicato nel maggio 2014, e il sopracitato Una finestra tra le stelle. Gli altri brani sono di scrittura e composizione di Annalisa e in alcuni di essi è coautrice assieme a Francesco Sighieri, Fabio Campedelli, Emiliano Cecere, Diego Calvetti, Marco Ciappelli e Giulia Anania.
Nei mesi antecedenti alla pubblicazione dell'album, sono stati pubblicati due singoli che ne hanno anticipato l'uscita, ossia Sento solo il presente, uscito il 5 maggio 2014, e L'ultimo addio, pubblicato il 19 settembre 2014. Quest'ultimo brano è il primo estratto come singolo a portare la firma di Annalisa. La cantante stessa ha raccontato, di concerto con Silvestre, della precisa intenzione di voler svelare traccia dopo traccia questo nuovo progetto. È stato possibile preordinare l'album sull'iTunes Store a partire dal 4 febbraio 2015. Dopo l'uscita del disco sono stati estratti Una finestra tra le stelle, Vincerò e Splende.
Annalisa ha raccontato la storia ed i significati di alcuni brani del nuovo album. Vincerò, traccia di apertura del disco, è un inno alla sincerità e al prendere decisioni senza avere più timori o paure di sbagliare; la scelta diventa il primo passo verso la vittoria. Annalisa ne parla come di un ritorno a casa sia in senso figurato sia fisico ammettendo il suo amore per la sua terra, la Liguria, che considera come la sua vera casa.
La traccia che dà il titolo all'album, Splende è stata scritta in un momento personale difficile della cantante, in cui era arrabbiata e per questo sono presenti gli umori contrastanti della cantante e la sua voglia di rinascere e splendere. Troviamo poi la ballad Un bacio prima di morire descritta da Annalisa come una delle tracce fondamentali dell'album, ma anche una di quelle che le fanno più male riascoltandola per i ricordi che le riaffiorano. La cantante descrive la traccia Niente tranne noi come una delle più energiche dopo Vincerò e spiega l'importanza di vivere la propria vita coerentemente con i propri obiettivi e di combattere per raggiungerli, lasciando perdere il giudizio degli altri.
L'album si chiude con due canzoni, la prima scritta da Giulia Anania, Se potessi, brano che include un piccolo cameo del cantante savonese Raphael degli Eazy Skankers, e Posizione fetale, composto da Annalisa e che descrive chi è realmente. Nell'album è inserita anche la cover di Ti sento dei Matia Bazar.

## Tour
Il 23 gennaio 2015 Annalisa ha annunciato attraverso la propria pagina Facebook le prime due date del tour, tenute rispettivamente il 1º aprile al Teatro Nuovo di Milano e il 3 aprile all'Auditorium Parco della Musica di Roma. A causa del tutto esaurito di queste due date, Annalisa si è esibita nuovamente a Roma e a Milano il 7 e il 16 maggio, rispettivamente all'Auditorium Parco della Musica e all'Estathè Market Sound. In quest'ultima data, sono stati ospiti Alessandra Amoroso, Arisa e il rapper Raige, con i quali ha duettato rispettivamente sulle note di Questo bellissimo gioco, L'ultimo addio e Dimenticare (mai).
Lo Splende Tour, articolato in 12 date teatrali e 16 all'aperto, ha tenuto impegnata la cantante da aprile a settembre 2015, mentre la data zero si è svolta a Crema, presso il Teatro San Domenico. Il 30 aprile 2015 la cantante ha rivelato su Facebook le prime quattro date del tour estivo. La scenografia adottata riprende visibilmente il tema della copertina del disco, portando in allestimento sullo sfondo del palco una serie di cornici tra loro intersecate, alcune delle quali contengono schermi e poggiano su una parete trapunta di piccole spie luminose che generano un effetto di cielo stellato. Durante il concerto vengono interpretati tutti i brani contenuti in Splende, compresa la reinterpretazione di Ti sento. In particolare, Niente tranne noi viene eseguita da Annalisa suonando la chitarra elettrica, segnando così la prima occasione pubblica in cui la cantante accompagna una sua esibizione suonando uno strumento musicale.

## Tracce
Edizioni musicali Warner Chappell Music Italiana, eccetto dove indicato.
1. Vincerò – 3:21 (testo: Annalisa Scarrone, Cosimo Angiuli – musica: Fabio Campedelli, Emiliano Cecere)
2. Splende – 3:24 (Annalisa Scarrone, Francesco Sighieri, Diego Calvetti)
3. Un bacio prima di morire – 3:50 (testo: Annalisa Scarrone, Luca Angelosanti, Diego Calvetti – musica: Annalisa Scarrone, Francesco Morettini, Lapo Consortini, Diego Calvetti)
4. L'ultimo addio – 3:36 (testo: Annalisa Scarrone, Diego Calvetti – musica: Francesco Sighieri)
5. Sento solo il presente – 3:43 (Francesco Silvestre; edizioni musicali Ultrasuoni)
6. Questo amore – 3:21 (testo: Davide Esposito – musica: Davide Esposito, Diego Calvetti; edizioni musicali Warner Chappell Music Italiana, Peermusic France e Peermusic Italy Srl)
7. Una finestra tra le stelle – 3:31 (Francesco Silvestre)
8. Niente tranne noi – 3:33 (testo: Annalisa Scarrone, Fabio Campedelli – musica: Fabio Campedelli, Emiliano Cecere)
9. Se potessi – 3:38 (testo: Annalisa Scarrone, Giulia Anania – musica: Fabio Campedelli, Emiliano Cecere) – Titolo originale: Occhi dell'amore;[16] con la partecipazione di Raphael Nkereuwem degli Raphael & Eazy Skankers
10. Posizione fetale – 3:31 (Annalisa Scarrone, Dario Faini; edizioni musicali Warner Chappell Music Italiana e Universal Music Publishing Ricordi)
11. Ti sento – 3:07 (testo: Aldo Stellita – musica: Sergio Cossu, Carlo Marrale; edizioni musicali Universal Music Publishing Ricordi e BMG Rights Management Italy) – originariamente interpretata dai Matia Bazar

## Successo commerciale
L'album, con tre giorni di rilevamento della FIMI in chiusura, debutta alla 7ª posizione della Classifica FIMI Album, confermandosi in top10 anche nelle due settimane successive, piazzandosi in entrambe all'8ª posizione. Ad un mese dall'uscita l'album si posiziona nella top15, piazzandosi alla 13ª posizione.
L'album dalla sua uscita rimane in classifica per 20 settimane consecutive.
Le vendite dell'album sono state supportate anche dai vari singoli estratti: Sento solo il presente e L'ultimo addio pubblicati prima dell'effettiva uscita del disco, di cui il primo ha ottenuto la certificazione di disco d'oro per le oltre 15 000 copie vendute in digitale, piazzandosi alla settima posizione della Top Singoli e successivamente dal brano sanremese Una finestra tra le stelle che ha debuttato negli stessi giorni dell'uscita del disco alla settima posizione della Top Singoli, per poi piazzarsi in quella seguente, come posizione massima alla 5ª. Il brano nella decima settimana del 2015 viene certificato anch'esso disco d'oro dalla FIMI per aver venduto oltre 25 000 copie, mentre nel corso della diciottesima settimana dello stesso anno viene comunicata la sua certificazione come disco di platino per aver venduto oltre 50 000 copie. Anche gli ultimi due singoli, singoli Vincerò e Splende, insieme a L'ultimo addio, sono stati certificati disco d'oro dalla FIMI nel corso del 2015.
Tutti e tre i brani sono entrati nella top15 dei passaggi radiofonici stilati da Earone per quanto riguarda la classifica di brani italiani più trasmessi, ottenendo, la 13ª, la 7ª e l'8ª posizione. Anche il quarto singolo Vincerò è riuscito ad entrare nella classifica Airplay TV settimanale, piazzandosi alla 16ª posizione. I primi due singoli si sono piazzati anche nella classifica di fine anno 2014 di Earone relativa ai brani italiani più trasmessi: alla 54ª troviamo Sento solo il presente e alla 68ª L'ultimo addio.

## Classifiche

### Classifiche settimanali
| Classifica (2015) | Posizione massima |
| ----------------- | ----------------- |
| Italia            | 7                 |

### Classifiche di fine anno
| Classifica (2015) | Posizione |
| ----------------- | --------- |
| Italia            | 59        |